# Austrophaea
Austrophaea is een geslacht van spinnen uit de familie loopspinnen (Corinnidae).

## Soorten
- Austrophaea zebra Lawrence, 1952